# Psittiparus
Psittiparus es un género de aves paseriformes perteneciente a la familia Sylviidae. Sus miembros anteriormente se clasificaban en el género Paradoxornis.

## Especies
El género contiene cuatro especies:
- Psittiparus margaritae - picoloro cabecinegro;
- Psittiparus gularis - picoloro cabecigrís;
- Psittiparus ruficeps- picoloro cabecirrufo;
- Psittiparus bakeri - picoloro de Baker.